# Apostolische Administratur Harbin

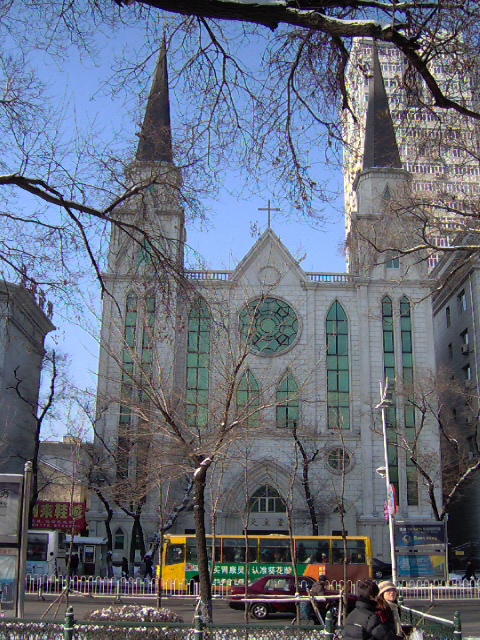
Harbin Cathedral (Sacred Heart of Jesus)

Das Apostolische Administratur Harbin (lateinisch Apostolica Administratio Harbinus) ist eine römisch-katholische Apostolische Administratur mit Sitz in Harbin in der Volksrepublik China.
Papst Pius XI. gründete am 28. Mai 1931 die Apostolische Administratur aus Gebietsabtretungen des Apostolischen Vikariats Sibirien.

## Apostolische Administratoren von Harbin
Apostolische Administratoren von Harbin waren:
- Celso Benigno Luigi Costantini (28. Mai 1931–1933)
- Mario Zanin (7. Januar 1934–1946, dann Offizial des Staatssekretariates)
- Joseph Yue Fusheng (seit 2012)